# Rabenbach (Schwemmbach)
Der Rabenbach ist ein linker Zufluss des Schwemmbachs im Kobernaußer Wald. Sein gesamter Lauf befindet sich im Bezirk Braunau am Inn im Innviertel in Oberösterreich. Dabei fließt er ausschließlich im Kobernaußer Wald.

## Geographie

### Verlauf
Der Rabenbach entspringt im Kobernaußer Wald, nördlich von Hocheck (Gemeinde Lengau) und südlich der höchsten Erhebung der Schranne. Anfangs fließt der Rabenbach in südliche Richtung, bis er nach gut 500 Metern Lauf von rechts einen ersten größeren Zubringer aufnimmt. Ab dessen Einmündung ändert der Bach seine Fließrichtung nach Westen bis Südwesten und ist ab hier ein recht beständiger Bach. Nun tritt er auch ins Rabenbachtal ein, dessen Namensgeber er ist. Der Rabenbach fließt nun parallel zu einer kleinen Forststraße. Nachdem der Bach einen Bogen nach Südosten und nimmt dabei von links einen weiteren wichtigen Zubringer auf. Nachdem er diesen aufgenommen hat ändert er seinen Lauf wieder nach Südwesten. Der Bach fließt zunächst in südwestliche Richtung und nimmt dabei von beiden Seiten mehrere kleine Hangbäche auf. Nach der Unterquerung von drei Forststraßen tritt der Bach in einen nördlichen Ortsteil von Hocheck (Gemeinde Lengau) ein und durchfließt diesen in westliche Richtung. Schließlich verlässt der Rabenbach Hocheck und mündet ca. 100 Meter flussabwärts von links in den Schwemmbach.

### Einzugsgebiet
Östlich der Quelle des Rabenbachs entspringt die Redl, die über Vöckla, Ager und Traun zur Donau entwässert. Nördlich hat der Hundstalbach seine Quelle, der schon oberhalb ebenfalls in den Schwemmbach mündet.

## Holztrift am Rabenbach
Am Rabenbach befindet mit der Rabenbachklause sich eine der vier im Kobernaußer Wald gelegenen Triftklausen. Ab dem 17. bis zum 20. Jahrhundert wurde der Rabenbach gemeinsam mit Riedlbach (Oberlauf des Schwemmbachs), Achbach und Weißenbach zur Holztrift benutzt. Da diese Bäche alle über den Schwemmbach zur Mattig entwässern, konnte das Holz so gut bis nach Braunau am Inn transportiert werden.